# Rembrandt – Genie auf der Suche
Rembrandt – Genie auf der Suche war die weltweit größte Ausstellung zum vierhundertsten Geburtstag von Rembrandt Harmensz. van Rijn im Jahre 2006. In Kooperation der Berliner Gemäldegalerie mit dem Museum Het Rembrandthuis in Amsterdam und dem Rembrandt Research Project unter der Federführung von Ernst van de Wetering wurde sie aufwendig konzipiert, um der Öffentlichkeit den neuesten Stand der Rembrandt-Forschung zu präsentieren. Die erste Station der Ausstellung war das Museum Het Rembrandthuijs in Amsterdam, wo sie vom 1. April 2006 bis 2. Juli 2006 in kleinem Rahmen gezeigt wurde. Vom 4. August 2006 bis 5. November 2006 wurde sie in einem wesentlich erweiterten Umfang in der Berliner Gemäldegalerie präsentiert.
Gezeigt wurden 82 Gemälde von Rembrandt und seinem Kreis, die alle Schaffensphasen des Künstlers abdeckten. Der Schwerpunkt der Präsentation lag jedoch auf der Zeit nach der Entstehung der berühmten „Nachtwache“, die in der Ausstellung durch eine Kopie von Gerrit Lundens aus der Londoner National Gallery vertreten war. Leihgeber der Bilder waren Museen und private Sammler aus aller Welt. Einige der Werke wurden erstmals öffentlich gezeigt, darunter eine ganze Reihe von Bildern, die erst in den letzten Jahren als Werke Rembrandts erkannt wurden, bzw. wiederentdeckt wurden. Zu den erstmals unter Rembrandts Namen ausgestellten Neuentdeckungen zählen zwei Tronien, eine „Frau mit weißer Haube“ aus einer Privatsammlung und die „Studie einer weinenden Frau“ aus dem Detroit Institute of Arts.
In Berlin zählte man knapp über 200.000 Besucher. Abgeschlossen wurde die Ausstellung am 6. November mit einem nichtöffentlichen Symposium von Rembrandtexperten aus aller Welt, auf der neuste, meist noch nicht veröffentlichte Meinungen über Zu- und Abschreibungen von Werken diskutiert wurde.

## Ausgestellte Werke
- Amsterdam, Rijksmuseum
  - Rembrandt: Tobias und Hanna mit dem Zicklein. 1626
  - Rembrandt: Bildnis des Predigers Johannes Wtenbogaert. 1633
  - Rembrandt: Die Heilige Familie. um 1644
  - Rembrandt: Titus im Franziskanerhabit (Hl. Franziskus?). um 1660
- Amsterdam, Sammlung Six
  - Rembrandt und Werkstatt: Bildnis einer Frau im Lehnstuhl (Anna Wijmer?). 1641
- Berlin, Gemäldegalerie
  - Rembrandt: Der Geldwechsler. 1627
  - Rembrandt: Simson und Delilah. 1628
  - Rembrandt: Minerva. 1631
  - Rembrandt: Der Raub der Proserpina. 1631
  - Rembrandt: Selbstbildnis mit Samtbarett. 1634
  - Rembrandt: Simson bedroht seinen Schwiegervater. 1635
  - Rembrandt: Der Mennonitenprediger Anslo und seine Frau. 1641
  - Rembrandt und / oder Werkstatt: Der Traum Josephs. 1645
  - Rembrandt: Tobias und Hanna mit dem Zicklein. 1645
  - Rembrandt: Susanna und die beiden Alten. 1647
  - Rembrandt: Christuskopf. um 1648
  - Rembrandt: Bildnisstudie eines jungen Juden. um 1648 (Nicht im Katalog enthalten, aber in Berlin gezeigt)
  - Rembrandt: Joseph und Potiphars Frau. 1655
  - Rembrandt: Junge Frau an einer geöffneten Tür (Hendrickje Stoffels). um 1656/57
  - Rembrandt: Moses zerschmettert die Gesetzestafeln. 1659
  - Rembrandt: Jakob ringt mit dem Engel. um 1659/60
  - Rembrandt-Werkstatt: Bildnis eines alten Mannes. 1645
  - Rembrandt-Werkstatt: Der Alte mit der roten Mütze. um 1652.
  - Rembrandt-Werkstatt: Christus und die Samariterin am Brunnen. 1659
  - Rembrandt-Umkreis: Bildnis Saskis van Uylenburgh. 1643
  - Rembrandt-Umkreis: Der Mann mit dem Goldhelm. um 1650–1655
- Braunschweig, Herzog Anton Ulrich-Museum
  - Rembrandt: Noli me tangere – Christus erscheint Maria Magdalena. 1651
- Chatsworth, Collection Duke of Devonshire
  - Rembrandt: Alttestamentalische Figur mit Turban. 1639
- Darmstadt, Hessisches Landesmuseum
  - Rembrandt-Werkstatt: Christus an der Geißelsäule. um 1650–1655
- Den Haag, Mauritshuis
  - Rembrandt: Susanna im Bade.  1636
- Detroit, The Detroit Institute of Art
  - Rembrandt: Studie einer weinenden Frau. um 1644
  - Rembrandt-Werkstatt: Bildnis eines Jungen (Titus?). um 1660
- Dresden, Gemäldegalerie Alte Meister
  - Rembrandt: Simson an der Hochzeitstafel Rätsel aufgebend. 1638
- Dublin, National Gallery of Ireland
  - Rembrandt: Interieur mit Figuren, gen. „Schinkenklopfen“. um 1628
- Edinburgh, National Gallery of Scotland
  - Rembrandt: Frau im Bett. um 1644
- Florenz, Galleria degli Uffizi
  - Rembrandt-Umkreis: Bildnis eines alten Mannes (Johann Amos Comenius?). um 1660
- Hamburg, Kunsthalle
  - Rembrandt: Die Darbringung im Tempel. um 1627/28
- Kassel, Gemäldegalerie Alte Meister
  - Rembrandt: Bildnis eines stehenden Mannes (Andries de Graeff?). 1639
- Kingstone, Agnes Ethering Art Centre
  - Rembrandt: Kopf eines alten Mannes. um 1630
- Köln, Wallraf-Richartz-Museum – Fondation Corboud
  - Rembrandt zugeschrieben: Aktstudie eines stehenden jungen Mannes als Christus an der Geißelsäule. um 1646
  - Carel Fabritius zugeschrieben: Gelehrter am Tisch. 1644
- Leiden, Stedelijk Museum de Lakenhal
  - Rembrandt: Historienbild. 1626
- Leipzig, Museum der bildenden Künste
  - Rembrandt-Werkstatt: Bildnis Rembrandts. um 1645–1648
- Lille, Musée des Beaux-Arts
  - Rembrandt: Student mit Pfeife neben einem Tisch mit Büchern (Der lustlose Student). um 1644 (galt bis 2003 als ein Werk von Pieter Codde)
- London, National Gallery
  - Rembrandt-Werkstatt: Die Geburt Christi. um 1646
  - Gerrit Lundens: Die Kompanie des Kapitäns Frans Banning Cocq (Nachtwache). um 1650 (Kopie nach Rembrandt)
- London, The Dulwich Picture Gallery
  - Rembrandt: Mädchen am Fenster. 1645
- Los Angeles, Hammer Museum
  - Rembrandt: Bildnis eines vornehmen Herrn. um 1639
- Lyon, Musée des Beaux-Arts
  - Rembrandt: Die Steinigung des heiligen Stephanus. 1625 (Nicht im Katalog enthalten, aber in Berlin gezeigt)
- Madrid, Museo del Prado
  - Rembrandt: Artemisia (Sophonisba?). 1634
- Madrid, Museo Thyssen-Bornemisza
  - Rembrandt?: Selbstbildnis. um 1640
- Melbourne, National Gallery of Victoria
  - Rembrandt: Petrus und Paulus im Gespräch. 1628
- Milwaukee, Collection Alfred und Isabel Bader
  - Rembrandt: Kopf eines alten Mannes mit Turban. um 1661
- Milwaukee, Collection Daniel und Linda Bader
  - Rembrandt: Kopf eines alten Mannes mit gelocktem Haar. 1659
- München, Alte Pinakothek
  - Rembrandt: Selbstbildnis. 1629
  - Rembrandt: Die Grablegung Christi. um 1635–1639
  - Rembrandt: Die Himmelfahrt Christi. um 1636
- New York, Kunsthandel Otto Naumann Ltd.
  - Rembrandt: Minerva. 1635
  - Rembrandt: Abraham und die drei Engel. 1646
- New York, Kunsthandel Salander-O’Reilly
  - Rembrandt: Der Apostel Jakobus d. Ä. 1661
- New York, Metropolitan Museum of Art
  - Rembrandt: Bildnis des Rahmenmachers Herman Doomer. 1640
  - Rembrandt: Christus mit dem Pilgerstab (oder Apostel Jakobus d. J.) 1661
  - Rembrandt und Werkstatt: Christus und die Samariterin. 1655
- Paris, Musée National du Louvre
  - Rembrandt: Bildnis von Titus. um 1660
  - Rembrandt und / oder Werkstatt: Die Heilige Familie. 1640
- Philadelphia, Philadelphia Museum of Art
  - Rembrandt-Werkstatt: Die Auffindung des Moses. 1630–1640
- Rotterdam, Museum Bojiman van Beuningen
  - Rembrandt: Titus an seinem Schreibpult. 1655
- St. Petersburg, Eremitage
  - Rembrandt: Die Heilige Familie mit den Engeln. 1645
- Toronto, Art Gallery of Ontario
  - Rembrandt: Bildnis eines Mannes in pelzgefüttertem Rock. um 1655
  - Rembrandt: Bildnis einer jungen Frau mit Schoßhund. um 1662
  - Carel Fabritius: Frau im Lehnstuhl. 1644
- Turin, Galleria Sabauda
  - Rembrandt: Schlafender alter Mann. 1629
- Warschau, Königliches Schloss
  - Rembrandt: Mädchen im Bilderrahmen. 1641
  - Rembrandt: Gelehrter an seinem Schreibtisch. 1641
- Washington, National Gallery of Art
  - Rembrandt: Die Beschneidung Christi. 1661 (Nicht im Katalog enthalten, aber in Berlin gezeigt)
  - Rembrandt-Werkstatt: Joseph und Potiphars Frau. 1655
- Wien, Kunsthistorisches Museum
  - Rembrandt: Titus lesend. 1655.
- Windsor Castle, Royal Collection
  - Rembrandt: Selbstbildnis. 1642
- Privatsammlungen
  - Rembrandt: Bildnis einer jungen Frau mit perlenbesetztem Barett. 1632
  - Rembrandt: Frau mit weißer Haube. um 1640
  - Rembrandt-Werkstatt: Simson bedroht seinen Schwiegervater. um 1635/36
  - Rembrandt-Werkstatt: Kopf eines Mädchens. um 1645 (Teilkopie nach „Die Heilige Familie mit den Engeln“).

## Begleitausstellungen
Begleitet wurde die Ausstellung in Berlin durch zwei weitere Ausstellungen, die vom Berliner Kupferstichkabinett ausgerichtet wurden:
Rembrandt. Der Zeichner war eine Ausstellung der im Berliner Kupferstichkabinett aufbewahrten Handzeichnungen Rembrandts, die mit 55 eigenhändigen Arbeiten zu den schönsten und umfangreichsten Sammlungen weltweit gehört und seit 1930 erstmals wieder komplett präsentiert wurden. Ihnen waren 25 weitere, ehemals Rembrandt zugeschriebene Zeichnungen zur Seite gestellt, die erstmals als Schülerarbeiten ausgestellt wurden und folgenden Künstlern zugeschrieben wurden: Ferdinand Bol, Willem Drost, Gerbrandt van den Eeckhout, Carel Fabritius, Aert de Gelder, Karel van Savoy, Constantijn Daniel van Renesse und Pieter de With
Rembrandt. Ein Virtuose der Druckgraphik war eine Ausstellung der im Berliner Kupferstichkabinett aufbewahrten Radierungen Rembrandts, die mit zu den besten Sammlungen dieser Art weltweit zählt. Gezeigt wurden 102 Blätter, die nur einen Teil des Gesamtbestandes ausmachen.